# Aaron Jay Kernis
Aaron Jay Kernis (Philadelphia, 15 januari 1960) is een Amerikaans componist, die anno 2009 nog vrij onbekend is in Europa.  
Zijn muzikale loopbaan begint als hij zich op twaalfjarige leeftijd piano en viool begint te leren. Het jaar daarop doet hij hetzelfde met compositie. Daarna kreeg hij nog lessen in San Francisco van John Adams, in Manhattan (The Manhattan School of Music) van Charles Wuorinen en op Yale-universiteit van Jacob Druckman, Bernard Rands en Morton Subotnick. In 1983 gaf het New York Philharmonic onder leiding van Zubin Mehta de première van zijn Dream of the Morning Sky. In 1998 mocht hij de Pulitzerprijs voor muziek in ontvangst nemen voor zijn tweede strijkkwartet.
Hij heeft inmiddels meer dan 100 werken op zijn naam staan (2009) in allerlei genres waaronder drie symfonieën (waaronder de ongenummerde Symphony in Waves), een aantal concerto's.  